# Diana Mocanu
Diana Iuliana Mocanu (Brăila, 19 juli 1984) is een Roemeens zwemster, die bij de Olympische Spelen van Sydney (2000) vriend en vijand verraste door twee gouden medailles te winnen: op de 100 en de 200 meter rugslag.
Vier jaar later, bij de Olympische Spelen van Athene (2004), bleek Mocanu als gevolg van ziekte niet in staat haar titels te verdedigen. Haar internationale doorbraak beleefde de pupil van trainster Laura Sachelarie in 1999, bij de Europese kampioenschappen langebaan (50 meter) in Istanboel, waar ze als derde eindigde op de 100 meter vlinderslag (1.00,02). Net als haar landgenotes en collega-zwemsters Camelia Potec en Beatrice Căslaru is Mocanu afkomstig uit de stad Brăila.
1924: Sybil Bauer ·
1928: Marie Braun ·
1932: Eleanor Holm ·
1936: Nida Senff ·
1948: Karen Harup ·
1952: Joan Harrison ·
1956: Judy Grinham ·
1960: Lynn Burke ·
1964: Cathy Ferguson ·
1968: Kaye Hall ·
1972: Melissa Belote ·
1976: Ulrike Richter ·
1980: Rica Reinisch ·
1984: Theresa Andrews ·
1988: Kristin Otto ·
1992: Krisztina Egerszegi ·
1996: Beth Botsford ·
2000: Diana Mocanu ·
2004: Natalie Coughlin ·
2008: Natalie Coughlin ·
2012: Missy Franklin ·
2016: Katinka Hosszú ·
2020: Kaylee McKeown ·
2024: Kaylee McKeown
1968: Lillian Watson ·
1972: Melissa Belote ·
1976: Ulrike Richter ·
1980: Rica Reinisch ·
1984: Jolanda de Rover ·
1988: Krisztina Egerszegi ·
1992: Krisztina Egerszegi ·
1996: Krisztina Egerszegi ·
2000: Diana Mocanu ·
2004: Kirsty Coventry ·
2008: Kirsty Coventry ·
2012: Missy Franklin ·
2016: Madeline Dirado ·
2020: Kaylee McKeown ·
2024: Kaylee McKeown